# 쌍책면
쌍책면(雙冊面)은 대한민국 경상남도 합천군의 면이다. 쌍책면은 합천군의 동부에 위치하고 있으며 황강이 동남으로 흐르고 있다. 남쪽으로는 초계면, 서북쪽으로는 율곡면과 북쪽으로 경상북도의 고령군 쌍림면과 각각 경계를 맞닿아 있으며, 황강변을 이용한 시설채소가 많이 재배되고 있는 전형적인 농촌의 지역이다. 70년대 말까지만 해도 도로가 거의 포장되지 않아 교통의 불편을 많이 겪었는데, 지방도 제907호선과 지방도 제1034호선의 확포장으로 대구 등과의 교통이 원활하게 되었다. 1982년부터 1988년 7년간에 걸쳐 완공된 합천댐은 농업용수 및 홍수의 조절로 농사에 많은 도움을 주고 있으며 호당 경지면적이 적으나 수리시설이 거의가 완비되어 있는 전형적인 농촌 지역이다.

## 연혁
- 삼한시대 : 변한내 다라국에 속함.
- 통일신라 : 강양군으로 개칭
- 고려시대 : 합주로 승격
- 조선시대 : 초계군에 속함, 조선 태종 13년 : 관내 초책면, 이책면, 덕진면 3개면으로 관리
- 일제시대 : 1914년 초책, 이책 전부와 덕진면의 일부를 통합하여 쌍책면이 됨.

## 행정 구역
- 상신리
- 덕봉리
- 성산리
- 다라리
- 오서리
- 진정리
- 상포리
- 사양리
- 하신리
- 건태리

## 문화유적
- 옥전고분
- 옥전서원
- 관수정
- 베티세일동굴
- 법성정 느티나무
- 합천 덕양제